# Ablain-Saint-Nazaire
Ablain-Saint-Nazaire är en kommun i departementet Pas-de-Calais i norra Frankrike, 12 km norr om Arras. År 2022 hade Ablain-Saint-Nazaire 1 966 invånare.

## Historik
Ablain-Saint-Nazaire var under Lorettoslaget i samband med första världskriget i maj 1915 skådeplats för häftiga strider mellan fransmän och tyskar, och under dessa förstördes ortens vackra kyrka, uppförd 1524.

## Befolkningsutveckling
Antalet invånare i kommunen Ablain-Saint-Nazaire
| Referens: INSEE |

## Galleri

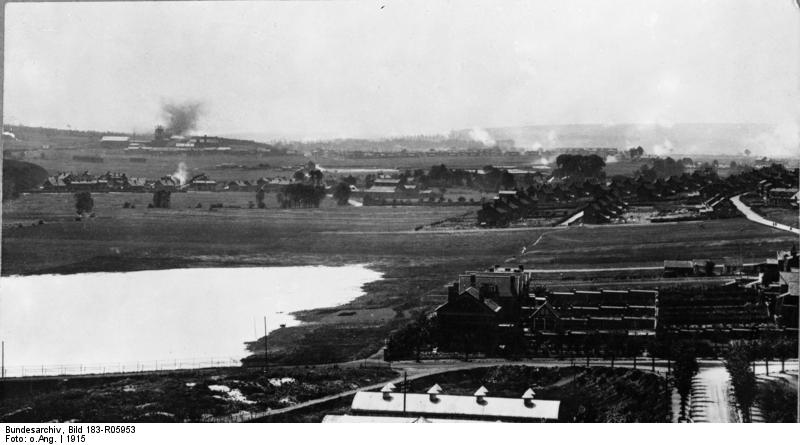
Det tyska artillerianfallet på höjden Lorette 1915
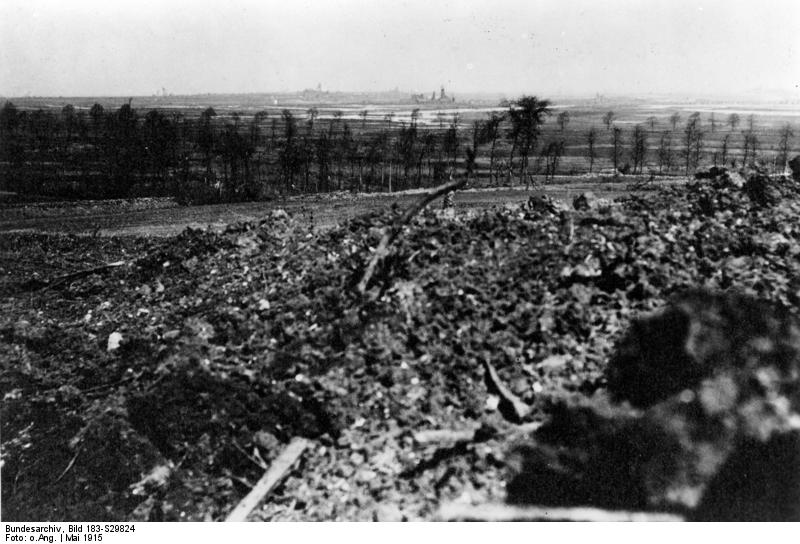
Höjden Lorette i maj 1915
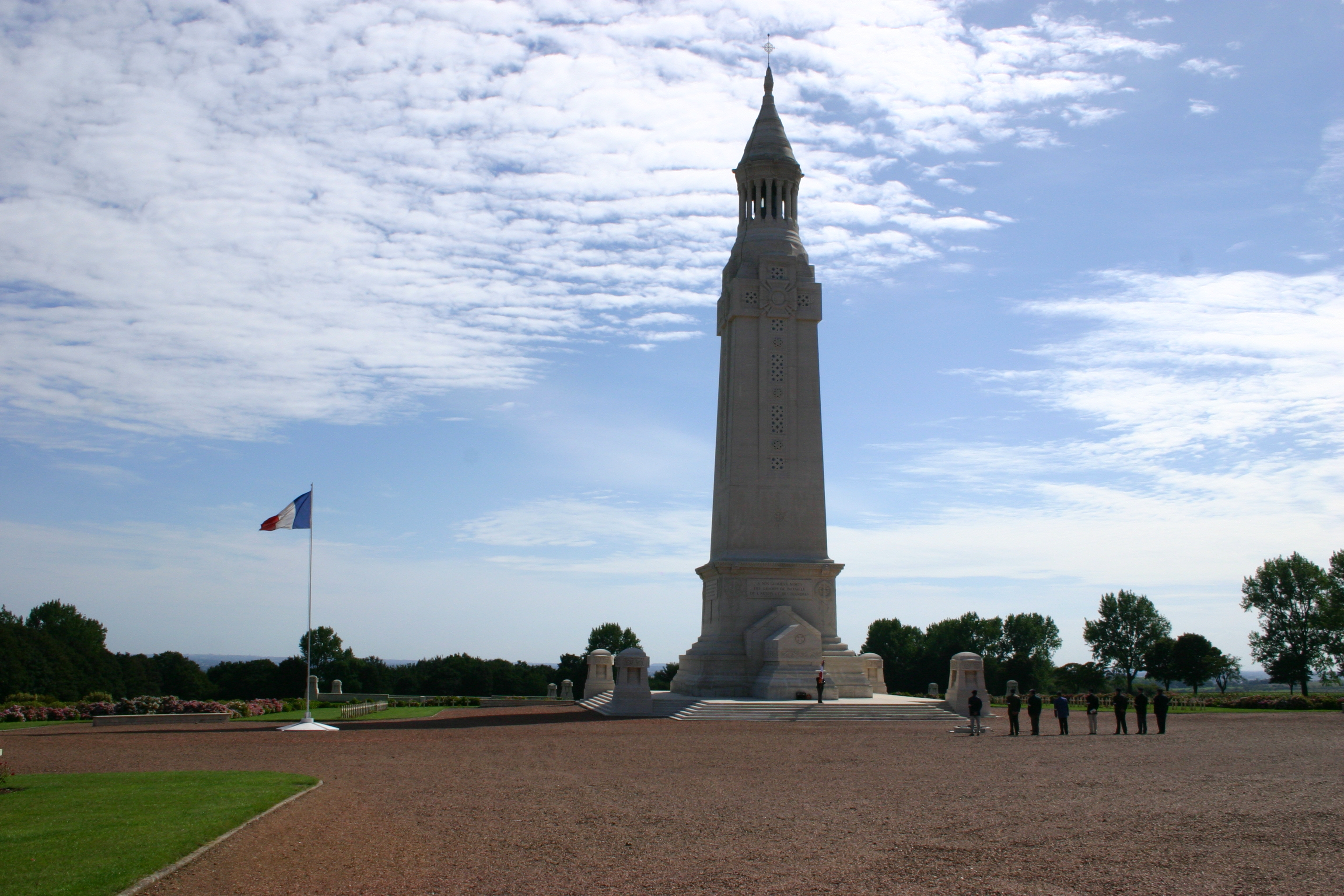
Gravmonumentet
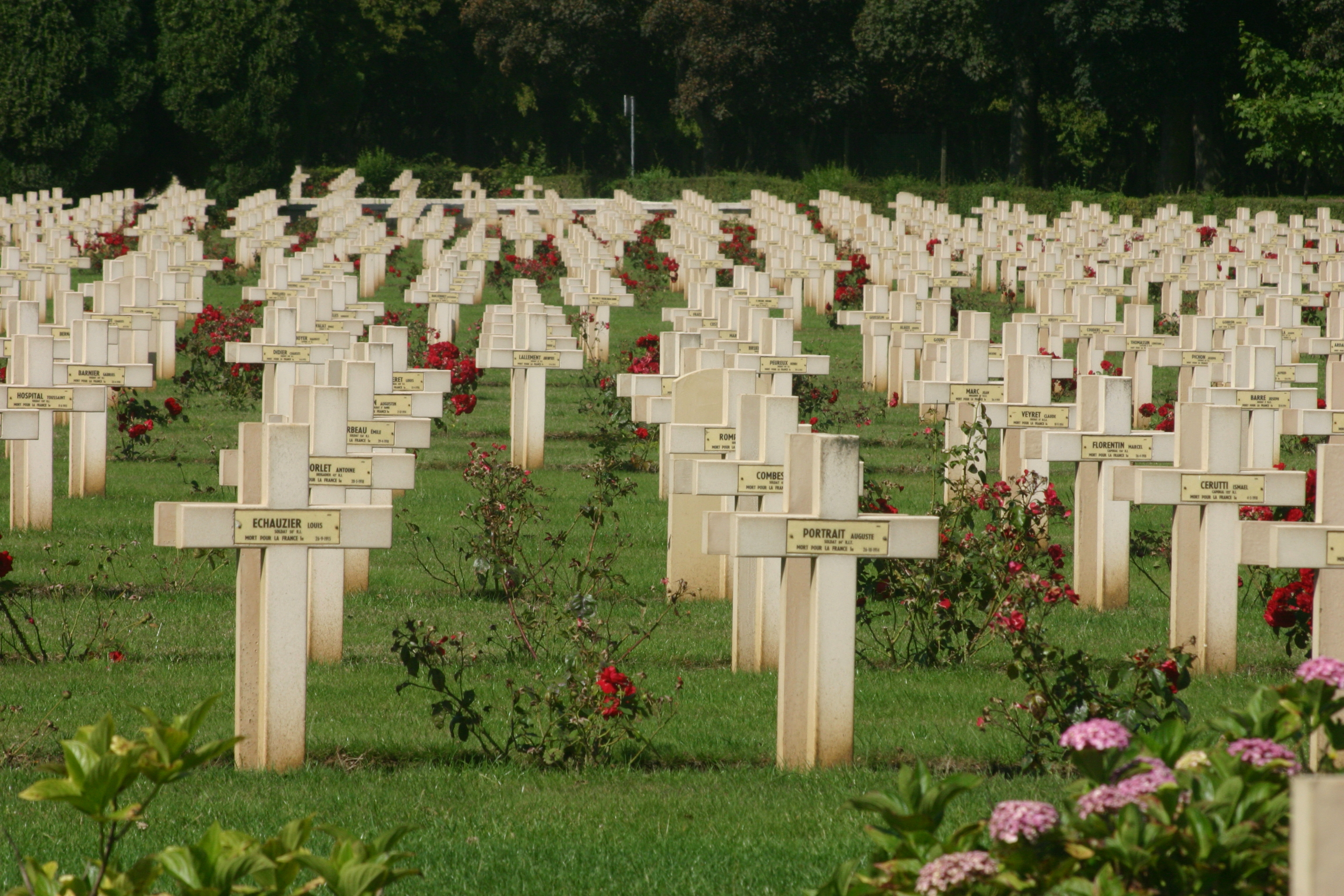
Kyrkogården
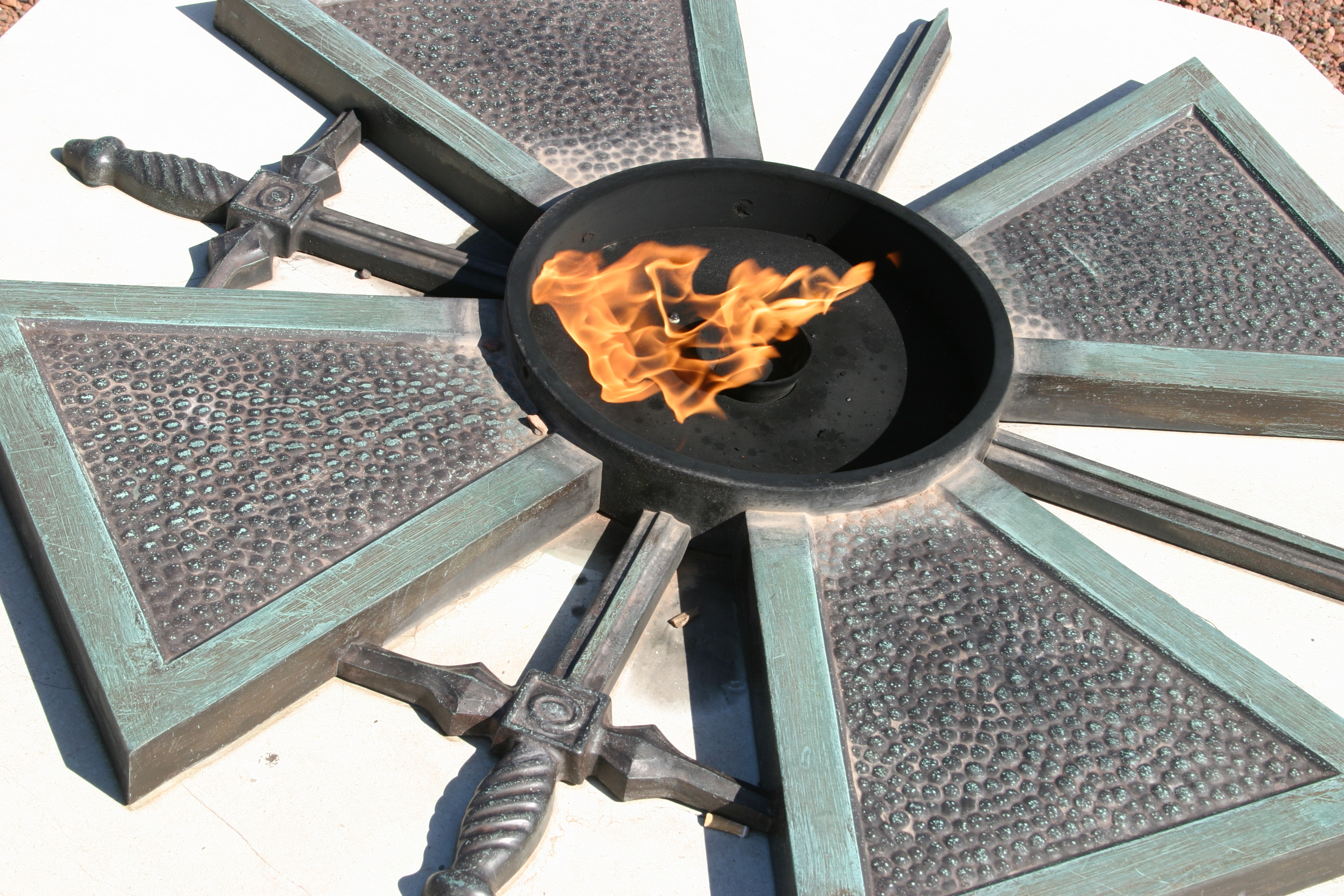
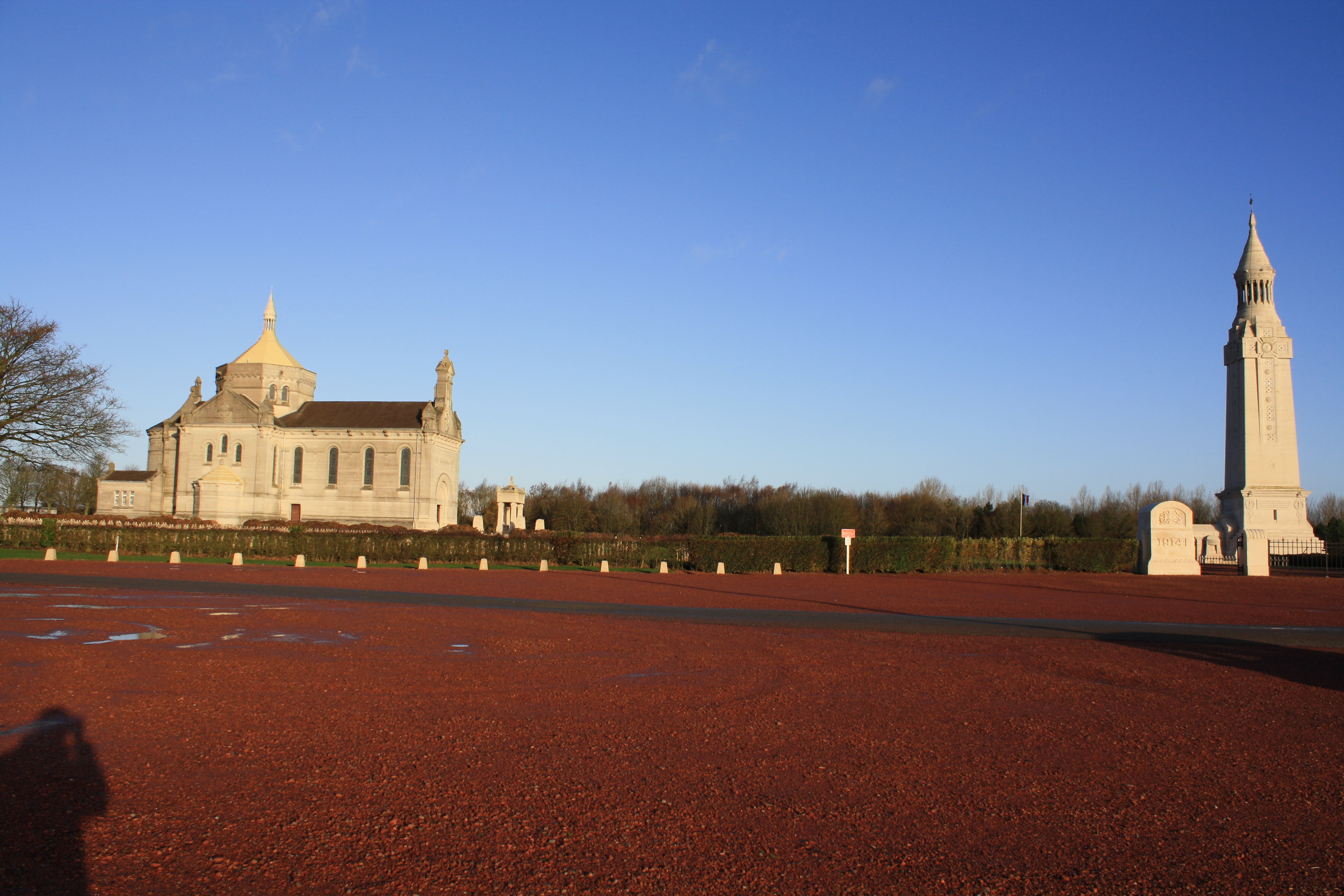